# Geografía del turismo

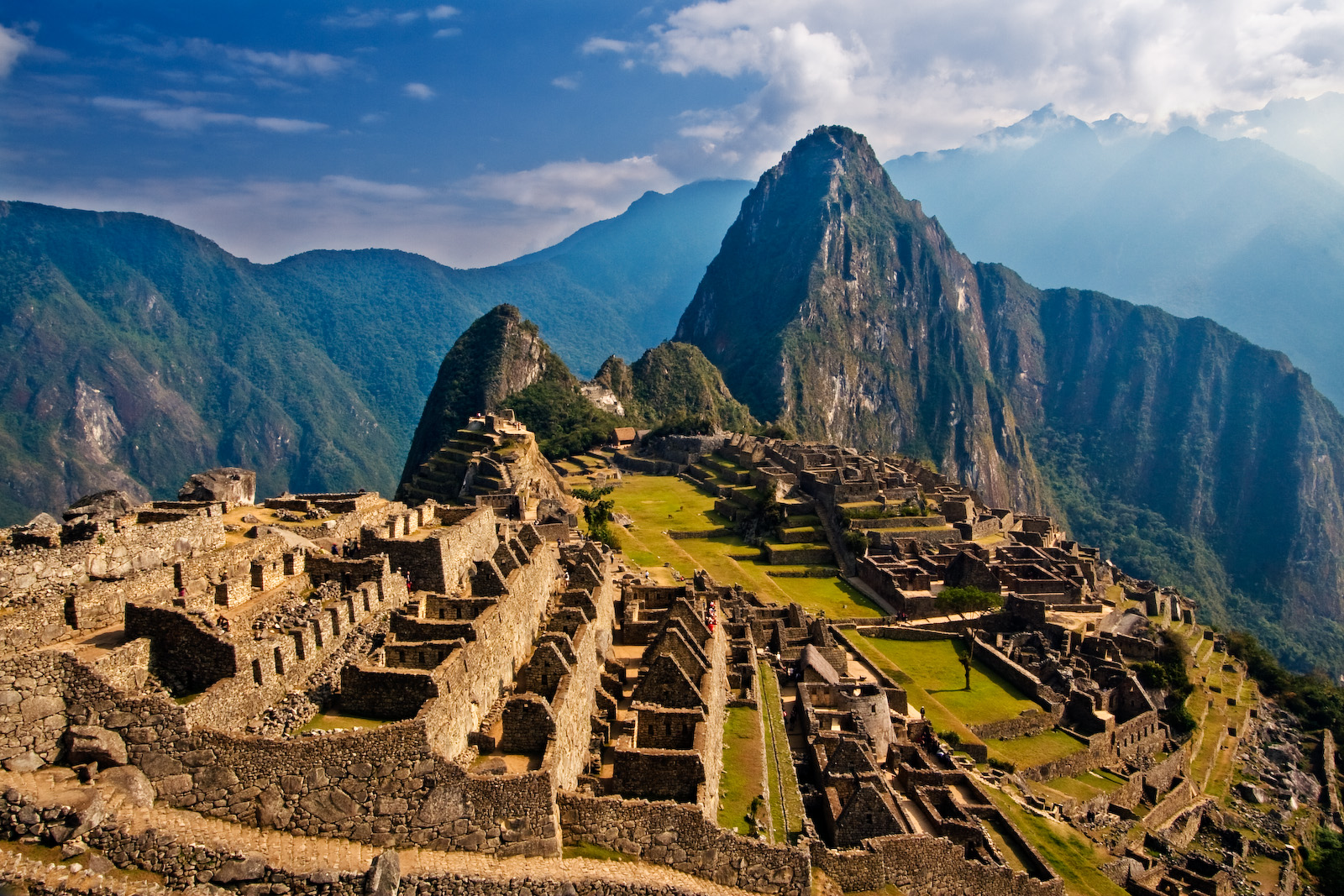
Machu Picchu, Perú: El patrimonio mundial como destino turístico.

La Geografía del turismo o Geografía turística es la rama de la Geografía que estudia y explica los procesos y las interacciones que producen la estructura espacial de los destinos turísticos. 

## Introducción
La Geografía es el turismo que cubre una gran variedad de intereses incluyendo los impactos humanos sobre el paisaje entendido como sistema socio-ecológico. Como ciencia aplicada da respuestas a las preocupaciones que conciernen a la industria del turismo. La geografía es fundamental para el estudio de esta rama, ya que involucra movimientos y actividades a través del espacio geográfico, y es una actividad en la cual ambas características de los lugares y las identidades personales se forman a través de las relaciones que son creadas entre los mismos paisajes y personas.

## Origen
Unas de las primeras obras que tenemos sobre Geografía turística serían las de Charles Réau, que en su revista Repertorio de viajes hizo una serie de estudios de los años 50, los cuales constituyen la base de lo que hoy llamamos geografía turística. Pierre Defert sigue la misma línea que el anterior, ambos son considerados los primeros iniciadores de la geografía turística como ciencia compleja.

## Tendencias
Los desarrollos recientes en la geografía humana han dado como resultado acercamientos de la Geografía cultural que toman más acercamientos teóricamente diversos para el turismo, incluyendo una sociología que se extiende más allá como una actividad esporádica, o ver no sólo como un consuntivo de lugares, sino que también produce el sentido de lugar en un destino.
En la actualidad existe una Geografía del turismo que comprende los temas de mercado, de tráfico de turismo y de núcleo receptores. Actualmente está definido en zonas emisoras y receptoras, pero, esa división no es tan clara; pues, se mezclan entre ellas. Existen muchos estudios sobre la geografía turística, pero, sin embargo, es una ciencia muy reciente, puesto que solo tiene 50 años, que resulta insignificante si se compara con las ciencias tradicionales. El turismo actual aparece muy definido en una corriente turística que se puede llamar de tradiciones (carreteras, ferrocarriles, avión); y también en una corriente con origen estrictamente turístico (itinerarios, vuelo, agencias de viajes, hoteles, ect)